# ズデンコ・コジュル

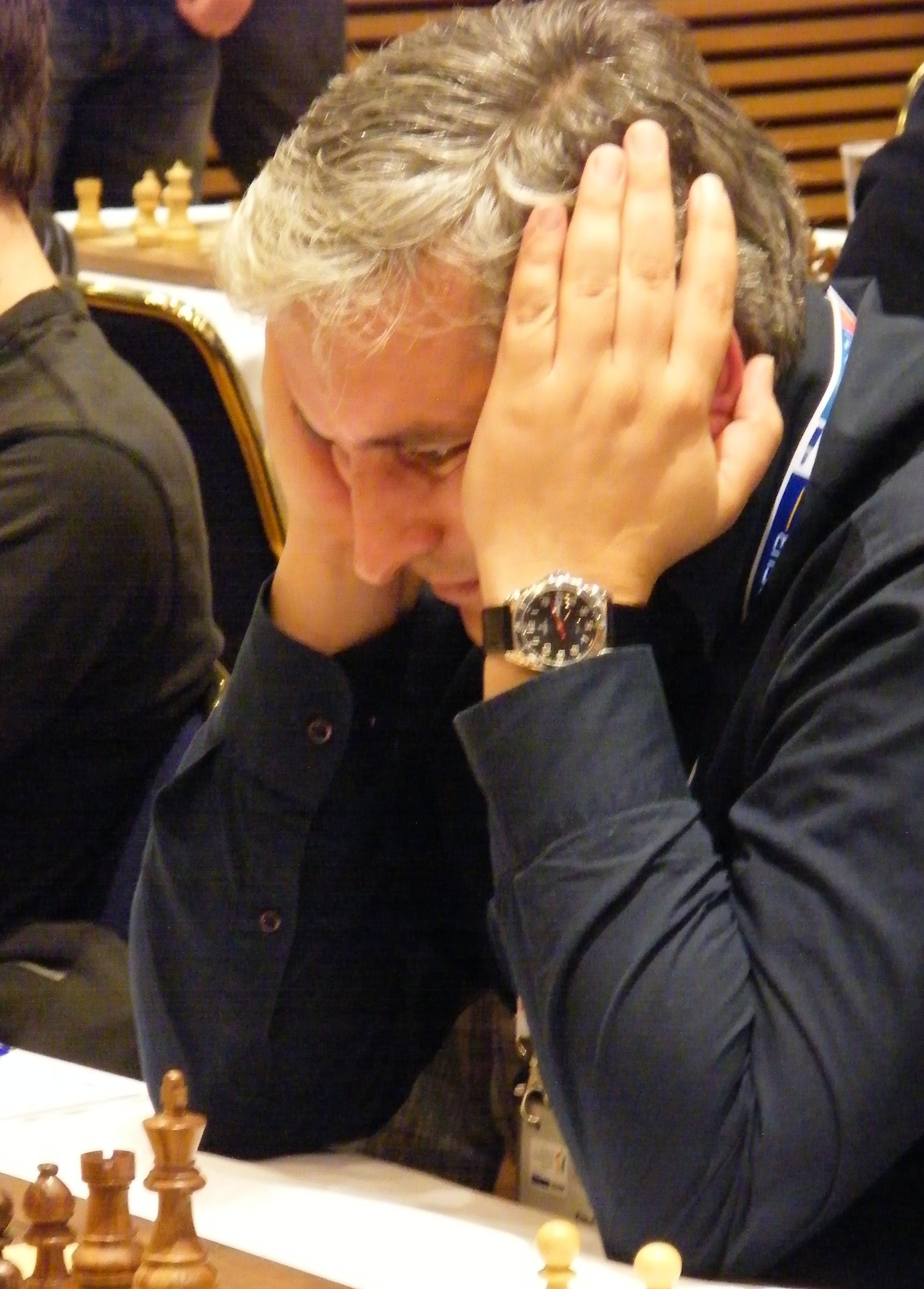
2008年にドイツのドレスデンで開かれたオリンピアードにて

ズデンコ・コジュル（クロアチア語: Zdenko Kožul、1966年5月21日 - ）は、クロアチアのチェス選手（グランドマスター）。2006年度の欧州王者。

## 経歴
現在のボスニア・ヘルツェゴビナ北西部にあたるビハチに生まれた。1989年に国際チェス連盟（FIDE）からグランドマスターのタイトルを与えられ、1989年と1990年のユーゴスラビア選手権で二年連続優勝。1990年にノヴィ・サドで開かれたチェス・オリンピアードにユーゴスラビア代表として出場し、同チームの銅メダル獲得に寄与した。ユーゴスラビア解体後は1992年のオリンピアードにのみボスニア・ヘルツェゴビナ代表として出場したが、1993年に自らのルーツがあるクロアチアに移り、以来クロアチア代表としてプレイしている。1995年にザダルで開かれたオープン・トーナメントや1999年の第四回ノヴァ・ゴリツァオープン、2003年にマリボルで開かれた第十一回ヴァシャ・ピルツ記念で優勝した。
2004年にリビアのトリポリで開かれた世界チェス選手権では、ブルガリアのベセリン・トパロフを破りベスト16入りした。2006年にトルコのクシャダスで開かれた欧州チェス個人選手権でも優勝した。
イロレーティングの過去最高値は2004年10月に記録した2640で、2009年11月現在のレーティングもクロアチア人では最高の2604である。